# Augusten Burroughs

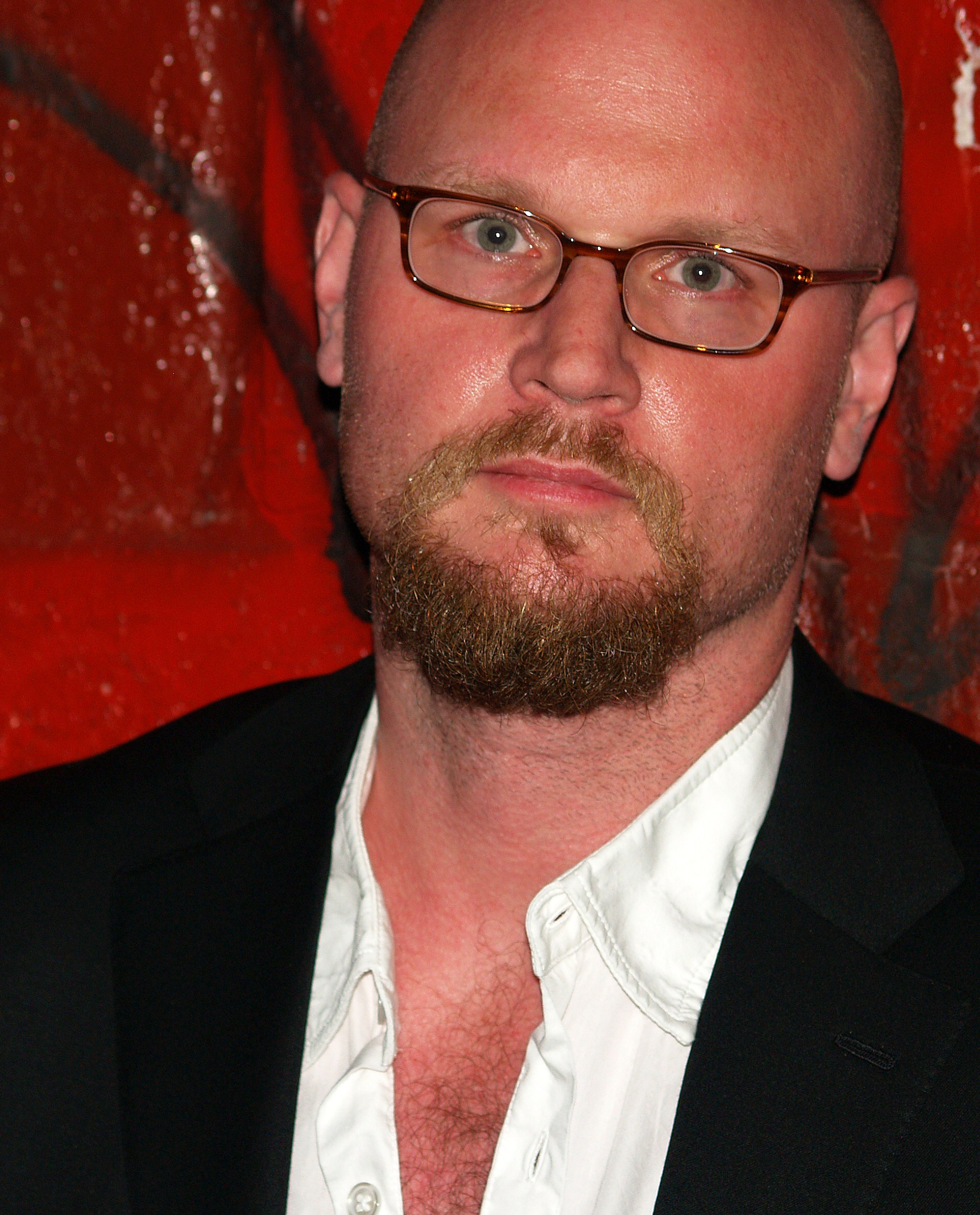
Augusten Burroughs en 2007, fotografiado por David Shankbone.

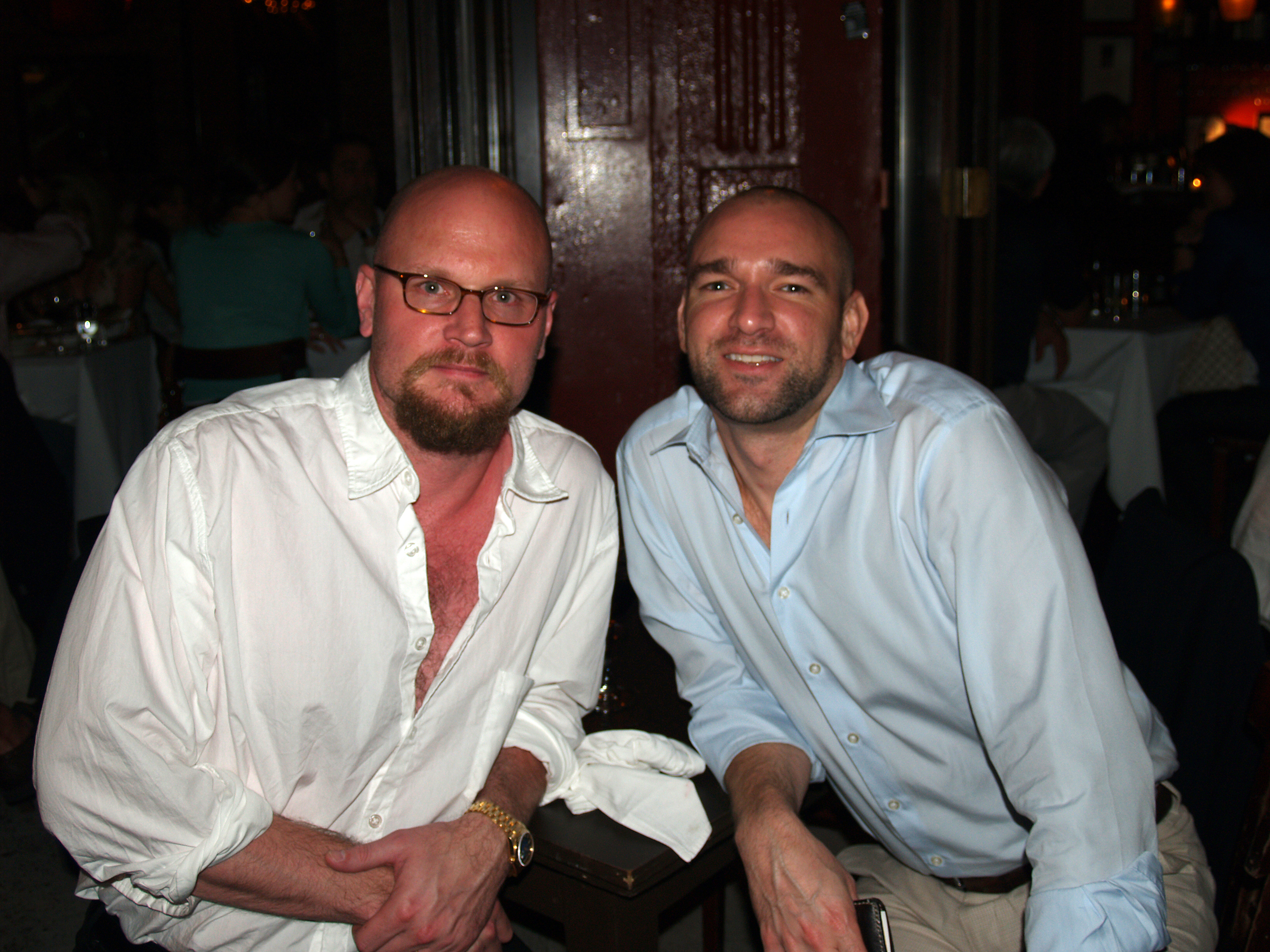
Augusten Burroughs (izquierda) y David Shankbone en Nueva York, septiembre de 2007.

Augusten Burroughs (Pittsburgh, 23 de octubre de 1965) es un escritor estadounidense, conocido especialmente por su novela autobiográfica Recortes de mi vida (2002). Ha colaborado con importantes revistas y periódicos, como The New York Times, House & Garden, BlackBook, New York, The Times, Bark, Attitude, Out y Details. En la National Public Radio ha sido un comentarista habitual del informativo Morning Edition.

## Biografía
Su nombre original era Christopher Robison. Era el más joven de los dos hijos de la poeta Margaret Robison y de John G. Robison, un profesor de filosofía en la Universidad de Massachusetts Amherst. Su hermano mayor, Jonn Elder Robison, también publicó con gran éxito de ventas sus memorias Look Me in the Eye: My Life with Asperger's (2007), en las que cuenta su experiencia con el síndrome de Asperger. 
La familia Robison vivió en distintas localidades del oeste de Massachusetts, como Shutesbury, Amherst o Northampton. Sus padres se divorciaron en julio de 1978, cuando Burroughs tenía doce años. Entonces fue adoptado por el psiquiatra de su madre, quien residía en Northampton. 
Burroughs abandonó los estudios formales en sexto grado y no obtuvo el título de GED hasta los diecisiete años. Escogió su nombre actual a los dieciocho años y lo cambió legalmente en Boston.
Ingresó en la Holyoke Community College de Holyoke, Massachusetts para estudiar los cursos de preparación para ingresar en Medicina, pero abandonó los estudios antes de terminar el primer semestre. Se instaló en Nueva York. En 1996 se sometió en Minnesota a un tratamiento para combatir su alcoholismo y su adicción a las drogas. Posteriormente, regresó a Manhattan.
En enero de 2005 reflexionó en una entrevista acerca de su convivencia con su entonces pareja, el diseñador gráfico Dennis Pilsits. Burroughs reclamó el derecho de las parejas homosexuales a poder casarse en igualdad de condiciones que las heterosexuales.

## Obra
Su primera novela fue Sellevision (2000). En sus memorias noveladas Recortes de mi vida (2002) Burroughs cuenta su infancia y parte de su juventud. Continuó con el relato de su vida en otras memorias literarias, En el dique seco (2003), en las que detalla su tratamiento contra el alcoholismo y su vida posterior como abstemio que frecuenta las reuniones de Alcohólicos Anónimos y sufre recaídas en su adicción. Posteriormente publicó dos antologías de artículos: Magical Thinking (2003) y Possible Side Effects (2006). En 2008, se publicó otro libro de memorias: A Wolf at the Table, en el que contaba su conflictiva relación con su padre. Tres años antes Borroughs había ya vendido los derechos para su adaptación cinematográfica. Al año siguiente, en octubre de 2009, publicó un libro de cuentos, de nuevo inspirado en sus propios recuerdos de infancia. Se tituló You Better Not Cry: Stories for Christmas.

## Adaptaciones cinematográficas
En 2005, Universal Studios y Red Wagon Productions compraron los derechos cinematográficos de A Wolf at the Table, libro que en aquel momento todavía no se había publicado (no lo hizo hasta 2008). 
Sobre Sellevision hay un proyecto de película.
En 2006 se estrenó una adaptación cinematográfica de Recortes de mi vida. El director fue Ryan Murphy, quien también escribió el guion. Los actores principales fueron Joseph Cross, Alec Baldwin, Evan Rachel Wood, Josehp Fiennes y Annette Bening, quien estuvo nominada a los Globos de Oro por su interpretación de 	
Deirdre, la madre de Augusten.

## Polémica porRecortes de mi vida
En agosto de 2007, Burroughs y su editor, St. Martin's Press, fueron demandados por la familia Turcotte, recreada como «familia Finch» en el libro de memorias Recortes de mi vida. Los Turcotte consideraban que su retrato era sensacionalista y estaba adulterado, lleno de invenciones, por lo que le reclamaron dos millones de dólares en concepto de invasión de la intimidad, difamación y daños emocionales.
Burroughs defendió la exactitud de su escrito, pero accedió a dejar de calificarlo en posteriores ediciones como memorias; asimismo, se comprometió a incluir en la edición un texto en el que se expresara el desacuerdo de la familia Turcotte con el contenido del libro, así como una nota propia lamentando cualquier daño inintencionado que hubiera podido causar a los Turcotte. En lo demás, Burroughs defendió la redacción de su obra y se negó a cambiar una sola palabra.